# Muirgletsjer
De Muirgletsjer (Engels: Muir Glacier) is een gletsjer in het Glacier Bay National Park and Preserve in de Amerikaanse staat Alaska. De gletsjer is vernoemd naar de Schots-Amerikaanse natuurvorser en auteur John Muir, die het gebied doorreisde en erover schreef. Muir wist zo nationale interesse te wekken voor de gletsjers en hun bescherming.
De gletsjer is sterk teruggetrokken sinds het einde van de Kleine IJstijd. Tussen 1941 en 2004 is de gletsjer meer dan 12 kilometer teruggetrokken en 800 meter dunner geworden.

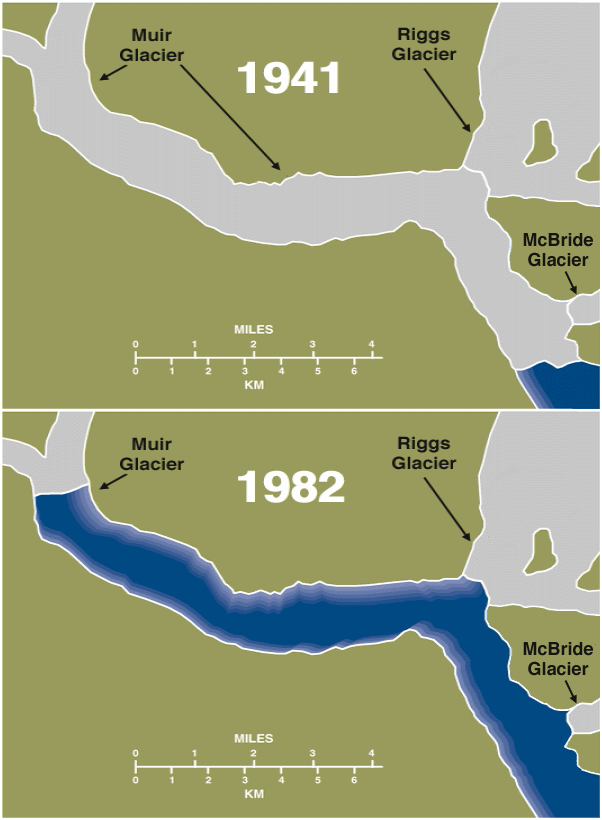
Terugtrekking van de Muirgletsjer tussen 1941 en 1982.